# Jacques Hambye
Jacques Hambye, né à Mons le 2 mai 1908 et mort à Oud-Heverlee le 20 juillet 1994, est un homme politique belge.

## Biographie
Jacques Hambye est le fils de René Hambye, avocat au barreau de Mons, et de Marie-Thérèse Delemer.

## Fonctions et mandats
- Sénateur provincial du Hainaut : 1958-1965
- Sénateur coopté : 1965-1968
- Membre du Sénat belge : 1968-1977
- Membre du Conseil régional provisoire de Wallonie : 1974-1977
- Membre du Conseil consultatif interparlementaire Benelux

## Sources
- Paul VAN MOLLE, Het Belgisch Parlement 1894-1972, Antwerpen, 1972

- Ressource relative à plusieurs domaines :   - ODIS
- Notice dans un dictionnaire ou une encyclopédie généraliste :   - Dictionnaire des Wallons